# Mike Hellawell
Michael Stephen Hellawell (Keighley, 1938. június 30. – 2023. július 18. vagy előtte) válogatott angol labdarúgó, csatár, krikettjátékos.

## Pályafutása

### Klubcsapatban
1955 és 1957 között a Queens Park Rangers, 1957 és 1965 között a Birmingham City, 1965–66-ban a Sunderland, 1966 és 1968 között a Huddersfield Town, 1968–69-ben a Peterborough United, 1969 és 1972 között a Bromsgrove Rovers labdarúgója volt. Tagja volt az 1960–61-es idényben a Birmingham City VVK-döntős csapatának.

### A válogatottban
1962-ben két alkalommal szerepelt az angol válogatottban.

## Sikerei, díjai
Birmingham City
- Angol ligakupa
  - győztes: 1962–63
- Vásárvárosok kupája (VVK)
  - döntős: 1960–61

## Statisztika

### Mérkőzései az angol válogatottban
| Anglia | Anglia            | Anglia                          | Anglia         | Anglia   | Anglia        | Anglia             | Anglia | Anglia  |
| #      | Dátum             | Helyszín                        | Hazai          | Eredmény | Vendég        | Kiírás             | Gólok  | Esemény |
| ------ | ----------------- | ------------------------------- | -------------- | -------- | ------------- | ------------------ | ------ | ------- |
| 1.     | 1962. október 3.  | Sheffield, Hillsborough stadion | Anglia         | 1 – 1    | Franciaország | NEK-selejtező      | -      |         |
| 2.     | 1962. október 20. | Belfast, Windsor Park           | Észak-Írország | 1 – 3    | Anglia        | brit házibajnokság | -      |         |
|        | Összesen          |                                 |                | 2        | mérkőzés      |                    | 0      | gól     |